# Squash-Ozeanienmeisterschaft
Die Squash-Ozeanienmeisterschaften werden seit 1979 von der Oceania Squash Federation ausgetragen.

## Geschichte
Squash war 1979 bei den Südpazifikspielen in Suva, Fidschi, erstmals Teil des Wettbewerbsprogramms mit einer Einzel- und einer Mannschaftskonkurrenz bei den Herren. Ab dem Folgejahr wurde der sogenannte South Pacific Cup jährlich bis 1986 ausgetragen und war 1983 dabei Teil der Südpazifikspiele in Apia, Samoa. Die ersten Wettbewerbe bei den Damen wurden 1981 durchgeführt. 1987 folgten die Südpazifikspiele in Nouméa, Neukaledonien, ehe es von 1988 bis 1990 zu keiner Austragung kam. 1991 wurden die Südpazifikspiele in Port Moresby, Papua-Neuguinea, ausgetragen. Zwei Jahre darauf wurden die Ozeanienmeisterschaften zum ersten Mal unter diesem Namen ausgetragen. Im Anschluss fanden die weiteren Austragungen im zweijährigen Rhythmus statt. Mehrfach waren die Meisterschaften dabei Bestandteil der Pazifikspiele und der Mini-Pazifikspiele.
Sowohl bei den Herren als auch bei den Damen findet nunmehr jeweils eine Einzel- und eine Mannschaftskonkurrenz statt. Darüber hinaus werden die Doppel- und Mixedkonkurrenzen, die im Rahmen der Pazifikspiele ausgetragen wurden, offiziell als Ozeanienmeisterschaft anerkannt.
Spieler aus Australien und Neuseeland waren bis 2017 aufgrund des hohen Niveauunterschieds nicht startberechtigt bei den Meisterschaften. Die übrigen Mitglieder der Oceania Squash Federation stimmten bis dahin gegen deren Teilnahmemöglichkeit, um die eigenen Medaillenchancen zu wahren und sich die damit verbundenen finanziellen Unterstützungen durch die heimischen Regierungen zu sichern.
Rekordsieger sind bei den Herren Derek Hunter mit fünf Titeln sowie bei den Damen Naluge Guy mit sechs Titelgewinnen.

## Ozeanienmeister

### Einzel

#### Herren
| Jahr   | Sieger                                     | Finalgegner                                | Austragungsort                             |
| ------ | ------------------------------------------ | ------------------------------------------ | ------------------------------------------ |
| 2023   | Marika Matanatabu                          | Apa Fatialofa                              | Nadi                                       |
| 2021   | aufgrund der COVID-19-Pandemie ausgefallen | aufgrund der COVID-19-Pandemie ausgefallen | aufgrund der COVID-19-Pandemie ausgefallen |
| 2019 1 | Enzo Corigliano                            | Yann Lancrenon                             | Apia                                       |
| 2017   | Brad Freeme                                | Nicolas Massenet                           | Papeete                                    |
| 2015 1 | Nicolas Massenet                           | Madako Suari                               | Port Moresby                               |
| 2013   | Laurent Guepy (2)                          | Nicolas Massenet                           | Kingston                                   |
| 2011 1 | Laurent Guepy                              | Justin Ho                                  | Nouméa                                     |
| 2009 2 | Michael Rucklinger                         | Laurent Guepy                              | Rarotonga                                  |
| 2007 1 | Warren Yee                                 | Laurent Guepy                              | Apia                                       |
| 2005   | Derek Hunter (5)                           | Laurent Guepy                              | Rarotonga                                  |
| 2003 1 | Derek Hunter (4)                           | Emerick Delaveuve                          | Suva                                       |
| 2001 2 | Derek Hunter (3)                           | Emerick Delaveuve                          | Kingston                                   |
| 1999   | Derek Hunter (2)                           | Tui Tuakeau                                | Neukaledonien                              |
| 1997   | Derek Hunter                               | Emerick Delaveuve                          | Cookinseln                                 |
| 1995   | Phillipe Martin                            | Emerick Delaveuve                          | Samoa                                      |
| 1993   | Etienne Marziac                            | Phillipe Martin                            | Fidschi                                    |
| 1991 1 | Alan Tsang                                 | Paul Speedy                                | Port Moresby                               |
| 1987 1 | Ian Ling-Stuckey                           | Alan Maron                                 | Nouméa                                     |
| 1986   | Ross Tilby                                 | Alan Tsang                                 | Norfolkinsel                               |
| 1984   | Gary Raper                                 | Marc Forster                               | Fidschi                                    |
| 1983 1 | Willie Valentine                           | Marc Forster                               | Apia                                       |
| 1982   | Graham Bowen                               | Phil Gertzel                               | Norfolkinsel                               |
| 1981   | Mick O’Connell                             | Winston Thompson                           | Samoa                                      |
| 1980   | Phil Gertzel (2)                           | Mick O’Connell                             | Neukaledonien                              |
| 1979 1 | Phil Gertzel                               | Harvey Morton                              | Suva                                       |

 1 als Teil der Pazifikspiele

 2 als Teil der Mini-Pazifikspiele

#### Damen
| Jahr   | Siegerin                                   | Finalgegnerin                              | Austragungsort                             |
| ------ | ------------------------------------------ | ------------------------------------------ | ------------------------------------------ |
| 2023   | Vanessa Quach (2)                          | Alison Yee                                 | Nadi                                       |
| 2021   | aufgrund der COVID-19-Pandemie ausgefallen | aufgrund der COVID-19-Pandemie ausgefallen | aufgrund der COVID-19-Pandemie ausgefallen |
| 2019 1 | Vanessa Quach                              | Christine Deneufbourg                      | Apia                                       |
| 2017   | Christine Deneufbourg (4)                  | Christelle Nagle                           | Papeete                                    |
| 2015 1 | Lynette Vai                                | Eli Webb                                   | Port Moresby                               |
| 2013   | Christine Deneufbourg (3)                  | Christelle Nagle                           | Kingston                                   |
| 2011 1 | Christine Deneufbourg (2)                  | Cynthia Tahuhuterani                       | Nouméa                                     |
| 2009 2 | Barbara Stubbings                          | Marie-Pierre Leca                          | Rarotonga                                  |
| 2007 1 | Naluge Guy (6)                             | Tepua Russell                              | Apia                                       |
| 2005   | Naluge Guy (5)                             | Tepua Russell                              | Rarotonga                                  |
| 2003 1 | Naluge Guy (4)                             | Tepua Russell                              | Suva                                       |
| 2001 2 | Naluge Guy (3)                             | Christine Jean                             | Kingston                                   |
| 1999   | Naluge Guy (2)                             | Imong Brooksbank                           | Neukaledonien                              |
| 1997   | Naluge Guy                                 | Gina Duong                                 | Cookinseln                                 |
| 1995   | Christine Deneufbourg                      | Gina Duong                                 | Samoa                                      |
| 1993   | —                                          | —                                          | Fidschi                                    |
| 1991 1 | Tania Kingi                                | Asinate King                               | Port Moresby                               |
| 1987 1 | Josie Newton                               | Suzie Yee                                  | Nouméa                                     |
| 1986   | Pauline Bastion (2)                        | Suzie Yee                                  | Norfolkinsel                               |
| 1984   | Nelly McClay                               | Helen Cheung                               | Fidschi                                    |
| 1983 1 | unbekannt                                  | unbekannt                                  | Apia                                       |
| 1982   | Pauline Bastion                            | Sarah Springman                            | Norfolkinsel                               |
| 1981   | Debbie Sim                                 | unbekannt                                  | Samoa                                      |

 1 als Teil der Pazifikspiele

 2 als Teil der Mini-Pazifikspiele

### Doppel
Die Wettbewerbe im Doppel und Mixed waren stets Teil der Pazifikspiele.

#### Herren
| Jahr | Sieger                         | Finalgegner                        | Austragungsort |
| ---- | ------------------------------ | ---------------------------------- | -------------- |
| 2019 | Enzo Corigliano Yann Lancrenon | Lokes Brooksbank Madako Suari      | Apia           |
| 2015 | Fabian Dinh Nicolas Massenet   | Marika Matanatabu Romit Parshottam | Port Moresby   |
| 2011 | Etienne Marziac Laurent Guepy  | Ivan Chewlit Chad Rankin           | Nouméa         |
| 2007 | Gaël Gosse Laurent Guepy       | Ivan Chewlit Norman Wetzell        | Apia           |

#### Damen
| Jahr | Sieger                             | Finalgegner                                | Austragungsort |
| ---- | ---------------------------------- | ------------------------------------------ | -------------- |
| 2019 | Kareen Marechalle Christelle Nagle | Samantha Marfleet-Manu Lupe Kapisi         | Apia           |
| 2015 | Sylvaine Durand Christelle Nagle   | Nicole Gibbs Sheila Morove                 | Port Moresby   |
| 2011 | Sylvaine Durand Vanessa Quach      | Christine Deneufbourg Cynthia Tahuhuterani | Nouméa         |
| 2007 | Alyson Sefo Iokapeta Sialaoa       | Rita Takiveikata Wati Loata Ledua          | Apia           |

#### Mixed
| Jahr | Sieger                          | Finalgegner                    | Austragungsort |
| ---- | ------------------------------- | ------------------------------ | -------------- |
| 2019 | Christelle Nagle Yann Lancrenon | Vanessa Quach Nicolas Massenet | Apia           |
| 2015 | Lynette Vai Madako Suari        | Eli Webb Robin Morove          | Port Moresby   |
| 2011 | Sylvaine Durand Fabian Dinh     | Vanessa Quach Laurent Guepy    | Nouméa         |
| 2007 | Rita Takiveikata Warren Yee     | Naluge Guy Madako Suari        | Apia           |

### Mannschaft

#### Herren
| Jahr   | Sieger                                     | 2. Platz                                   | Austragungsort                             |
| ------ | ------------------------------------------ | ------------------------------------------ | ------------------------------------------ |
| 2023   | Neukaledonien                              | Fidschi                                    | Nadi                                       |
| 2021   | aufgrund der COVID-19-Pandemie ausgefallen | aufgrund der COVID-19-Pandemie ausgefallen | aufgrund der COVID-19-Pandemie ausgefallen |
| 2019 1 | Neukaledonien                              | Papua-Neuguinea                            | Apia                                       |
| 2017   | Neukaledonien                              | Tahiti                                     | Papeete                                    |
| 2015 1 | Neukaledonien                              | Fidschi                                    | Port Moresby                               |
| 2013   | Neukaledonien                              | Samoa                                      | Kingston                                   |
| 2011 1 | Neukaledonien                              | Fidschi                                    | Nouméa                                     |
| 2009 2 | Neukaledonien                              | Papua-Neuguinea                            | Rarotonga                                  |
| 2007 1 | Neukaledonien                              | Fidschi                                    | Apia                                       |
| 2005   | Papua-Neuguinea                            | Norfolkinsel                               | Rarotonga                                  |
| 2003 1 | Papua-Neuguinea                            | Neukaledonien                              | Suva                                       |
| 2001 2 | Papua-Neuguinea                            | Neukaledonien                              | Kingston                                   |
| 1999   | Papua-Neuguinea                            | Neukaledonien                              | Neukaledonien                              |
| 1997   | Papua-Neuguinea                            | Neukaledonien                              | Cookinseln                                 |
| 1995   | Fidschi                                    | Neukaledonien                              | Samoa                                      |
| 1993   | Neukaledonien                              | Fidschi                                    | Fidschi                                    |
| 1991 1 | Papua-Neuguinea                            | Neukaledonien                              | Port Moresby                               |
| 1987 1 | Papua-Neuguinea                            | Neukaledonien                              | Nouméa                                     |
| 1986   | Papua-Neuguinea                            | Fidschi                                    | Norfolkinsel                               |
| 1984   | Papua-Neuguinea                            | Fidschi                                    | Fidschi                                    |
| 1983 1 | Papua-Neuguinea                            | Fidschi                                    | Apia                                       |
| 1982   | Papua-Neuguinea                            | Fidschi                                    | Norfolkinsel                               |
| 1981   | Fidschi                                    | Papua-Neuguinea                            | Samoa                                      |
| 1980   | Papua-Neuguinea                            | Fidschi                                    | Neukaledonien                              |
| 1979 1 | Papua-Neuguinea                            | Fidschi                                    | Suva                                       |

 1 als Teil der Pazifikspiele

 2 als Teil der Mini-Pazifikspiele

#### Damen
| Jahr   | Sieger                                     | 2. Platz                                   | Austragungsort                             |
| ------ | ------------------------------------------ | ------------------------------------------ | ------------------------------------------ |
| 2023   | Neukaledonien                              | Samoa                                      | Nadi                                       |
| 2021   | aufgrund der COVID-19-Pandemie ausgefallen | aufgrund der COVID-19-Pandemie ausgefallen | aufgrund der COVID-19-Pandemie ausgefallen |
| 2019 1 | Neukaledonien                              | Samoa                                      | Apia                                       |
| 2017   | Neukaledonien                              | Australien                                 | Papeete                                    |
| 2015 1 | Papua-Neuguinea                            | Neukaledonien                              | Port Moresby                               |
| 2013   | Neukaledonien                              | Norfolkinsel                               | Kingston                                   |
| 2011 1 | Neukaledonien                              | Papua-Neuguinea                            | Nouméa                                     |
| 2009 2 | Papua-Neuguinea                            | Samoa                                      | Rarotonga                                  |
| 2007 1 | Papua-Neuguinea                            | Neukaledonien                              | Apia                                       |
| 2005   | Papua-Neuguinea                            | Cookinseln                                 | Rarotonga                                  |
| 2003 1 | Papua-Neuguinea                            | Fidschi                                    | Suva                                       |
| 2001 2 | Papua-Neuguinea                            | Neukaledonien                              | Kingston                                   |
| 1999   | Papua-Neuguinea                            | Neukaledonien                              | Neukaledonien                              |
| 1997   | Papua-Neuguinea                            | Fidschi                                    | Cookinseln                                 |
| 1995   | Neukaledonien                              | Samoa                                      | Samoa                                      |
| 1993   | Papua-Neuguinea                            | Fidschi                                    | Fidschi                                    |
| 1991 1 | Papua-Neuguinea                            | Fidschi                                    | Port Moresby                               |
| 1987 1 | Papua-Neuguinea                            | Fidschi                                    | Nouméa                                     |
| 1986   | Papua-Neuguinea                            | Fidschi                                    | Norfolkinsel                               |
| 1984   | Papua-Neuguinea                            | Fidschi                                    | Fidschi                                    |
| 1983 1 | Papua-Neuguinea                            | Samoa                                      | Apia                                       |
| 1982   | Fidschi                                    | Norfolkinsel                               | Norfolkinsel                               |
| 1981   | Papua-Neuguinea                            | Fidschi                                    | Samoa                                      |

 1 als Teil der Pazifikspiele

 2 als Teil der Mini-Pazifikspiele